# مالوري لويس
مالوري لويس (بالإنجليزية: Mallory Lewis)‏ هي كاتِبة وكاتبة للأطفال أمريكية، ولدت في 8 يوليو 1963 في نيويورك في الولايات المتحدة.

## وصلات خارجية
- مالوري لويس على موقع IMDb (الإنجليزية)
- مالوري لويس على موقع قاعدة بيانات الفيلم (الإنجليزية)